# Bender (musikgrupp)
Bender var ett amerikanskt hårdrockband från Milwaukee, Wisconsin. Bandet har släppt två album, det första heter "Joe" och det andra "Jehovah's Hitlist". 
Bender bestod av Kent Boyce (sång), Matt Scerpella (gitarr), Tim Cook (bas) och Steve Adams (trummor). Deras mest populära låtar, "Isolate" and "Superfly" fanns med på TV-spelet ATV Offroad Fury för PlayStation 2. Låten "Angel Dust" fanns med i filmen 3000 Miles to Graceland.

## Diskografi
Album
- 1995 – Joe
- 2000 – Jehovah's Hitlist
- 2004 – Run Aground
- 2005 – Bender
- 2012 – Of Ghosts and Travelers

Singlar
- 2000 – "Superfly"
- 2007 – "Project 25"
- 2009 – "Turbulance"